# The Burns Cage
The Burns Cage, llamado La jaula de Burns en Hispanoamérica y Una jaula de Burns en España, es un episodio perteneciente a la vigesimoséptima temporada de la serie animada Los Simpson, fue emitido originalmente el 3 de abril de 2016 en EE. UU.. El episodio fue escrito por Rob LaZebnik, inspirado en el momento en el que su hijo adolescente salió del armario, y dirigido por Rob Oliver.
En el episodio, Waylon Smithers finalmente sale del armario ante su jefe, el Sr. Burns, quien rechaza sus propuestas. Otros personajes intentan encontrar un novio para Smithers, y finalmente se enamora de Julio. Mientras tanto, Milhouse compite contra un chico nuevo para el papel principal de una producción escolar de Casablanca, para poder actuar junto a su propio amor no correspondido, Lisa.

## Sinopsis
Smithers declara su amor por el Sr. Burns después de que salva la vida de Burns en un accidente de paracaidismo, pero Burns reafirma su desprecio por él. Enojado, Smithers trata a Homer, Lenny y Carl con dureza, por lo que determinan que buscar un novio para Smithers aliviará los malos tratos. Invitan a los socios potenciales para satisfacer a Smithers en una reunión de los hombres homosexuales solteros, donde un masajista de cuellos Julio encaja con Smithers en su mal humor. Los dos se enamoran, y Smithers deja su trabajo en la planta nuclear.
Smithers se vuelve problemático en un viaje a la patria con Julio en Cuba cuando el traje de carnaval de Julio se asemeja a Burns; Julio se da cuenta y le pregunta si Smithers que está comprometido con su relación, y Smithers admite que no. De vuelta en Springfield, intentos de Burns para encontrar un nuevo asistente resultar desastroso, y su única opción es volver a contratar a Smithers. Se encuentra con Smithers. Con el dinero y otros engaños para atraerlo de nuevo, pero Smithers afirma que no se balanceaba. Smithers luego dice que se ha mantenido en secreto embotellada: que Smithers evaluación de desempeño es "excelente". Se abrazan y se reconcilian.
Mientras tanto, la escuela de Springfield puso una producción escolar de Casablanca, en el que Lisa obtiene el papel principal de Ilsa. Milhouse quiere el papel protagonista masculino de Rick a causa de su amor por Lisa, pero es desafiado por un chico nuevo, Jack Deforest, que se viste, actúa y habla como Humphrey Bogart. Ya que solo él y Milhouse audición para el personaje, Bart decide ayudar a Milhouse consiguiendo que Dolph, Jimbo y Kearney golpeen a Jack, pero Jack gana la pelea. El director Skinner ve esta violencia y declara que Milhouse interpretará a Rick en lugar de Jack; Lisa se enoja cuando ella no cree que es un buen actor. Marge le dice a Lisa que es importante decirle a las personas que no son expertos en lo que son, en el ejemplo de Homero. La producción es un éxito, pero al final se revela que Jack estaba disfrazado como Milhouse; él y Lisa se van tomados de la mano.
En un epílogo Milhouse va a la taberna de Moe, donde Smithers le enseña que los fracasos románticos hacen el amor se siente mejor cuando llegue. Moe le dice a la par que solo busca el oro, no chicas, y se embarca en una búsqueda de tesoro con Jack y Groundskeeper Willie.

## Producción

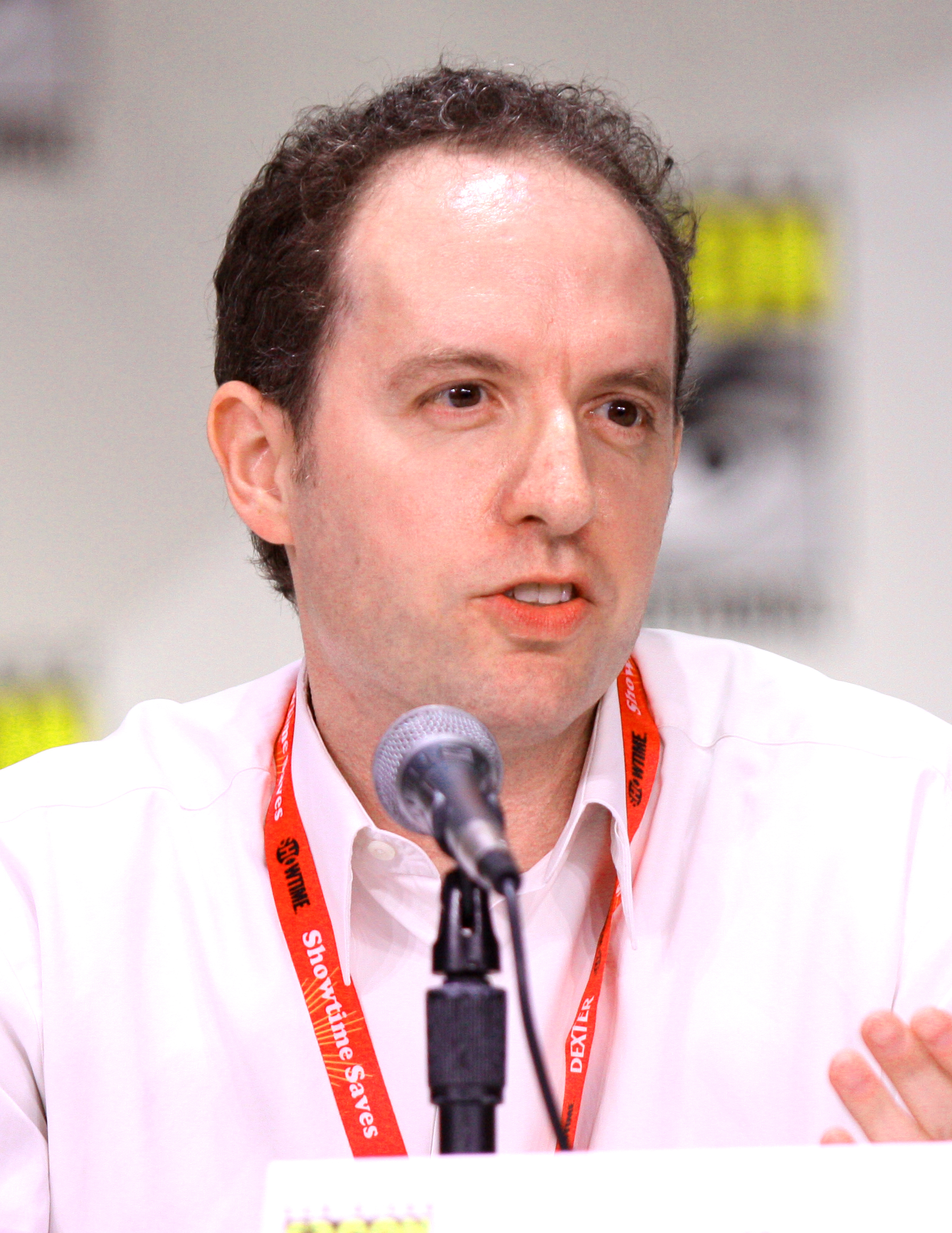
El escritor Rob LaZebnik fue inspirado por su hijo, quien manifiesto ser gay cuando estaba en la escuela secundaria.

Smithers y su amor no correspondido, el Sr. Burns, es un gag de larga duración en Los Simpson; una vez los productores se habían burlado de ello diciendo que el no era gay, sino que era «Burns-sexual». Rolling Stone describe la orientación sexual del personaje como el «secreto peor guardado» de la serie, haciendo notar como en un episodio en donde tenía unas vacaciones en un complejo era todo un varón, y en otro llevaba «pantalones cortos rayados y con arcoíris» en el barrio gay de Springfield.
El escritor Rob LaZebnik dijo a The New York Post que el episodio fue inspirado por su hijo Johnny, que hizo pública su homosexualidad cuando estaba en la escuela secundaria: «Soy un tipo del medio oeste, por lo que no tiendo a usar mis emociones en mi manga, pero pensé, '¿Qué mejor manera de decirle a mi hijo que lo amo que escribiendo una caricatura sobre el?'». Añadió que realizó la historia tres años antes, y que obtuvo la aprobación del guion por parte de su hijo. Smithers es de bajo perfil, como lo era Johnny; le dijo a Post y agregó que al ser «el niño más alegre», ellos no se sorprendieron de su orientación sexual. «El episodio fue emitido cinco días antes de que Johnny cumpla 22 años, y me dijo que haría una fiesta para mirarlo debido a que el episodio sería «particularmente significativo» para él». LaZebnik manifestó su opinión de que lo relacionado con lo LGBT en la televisión puede tener un «impacto real en el pensamiento de la gente».